# Aeroportul Raiatea
Aeroportul Raiatea (IATA: RFP, ICAO: NTTR) este un aeroport din Polinezia Franceză, Franța ce deservește zona Raiatea⁠(d). Aeroportul a fost tranzitat în 2022 de 253.927 de pasageri. A fost deschis în 1962 și numit după zona deservită.
Situat la o altitudine de 2 m, aeroportul dispune de o singură pistă.